# 失兒阿里
失兒·阿里·斡兀立(?-?)，是東察合台汗國馬哈麻汗的王子。
根據葉爾羌汗國史家海達爾的説法，他是一位富有的王子，儘管從未稱汗，但他的兒子歪思汗成為了蒙兀兒斯坦可汗。